# Nzérékoré
Nzérékoré er en by i det sydøstlige Guinea, beliggende tæt ved grænsen til nabolandet Liberia. Byen har et indbyggertal på 280.256 (2012).